# Seleção Japonesa de Ginástica Artística Masculina
A seleção japonesa de ginástica artística masculina é o grupo composto pelos seis atletas principais mais o primeira ginasta suplente. São eles os representantes da nação durante os eventos internacionais.
O Japão foi a grande potência dominadora dos eventos masculinos nas décadas de 1960 e 1970, com cinco medalhas de ouro olímpicas coletivas consecutivas. Entre seus destaques estão Takashi Ono - o primeiro ginasta japonês a sair-se vitorioso em uma Olimpíada - Sawao Kato e Yukio Endo. Estes três ginastas estão inseridos, juntos a mais sete compatriotas, no International Gymnastics Hall of Fame. Até a eleição de 2010, são a nação com o maior número de atletas masculinos premiados com a honraria. O primeiro a figurar no hall da fama foi Masao Takemoto, no primeiro ano em que os homens foram homenageados, e o último a entrar foi Shuji Tsurumi, em 2008.
A primeira medalha conquistada pelo Japão nos Jogos Olímpicos foi em 1952, nas Olimpíadas de Helsinque: a prata de Tadao Uesako no solo. Quatro anos mais tarde, foram dez conquistas a mais que na edição anterior, com destaque para a vitória de Ono, na barra fixa, a frente do soviético Yuri Titov, e para a primeira medalha coletiva, de prata. Ao longo das edições, até Pequim 2008, foram 91 pódios alcançados, embora jamais tenham conquistado uma vitória no cavalo com alças. Em campeonatos mundiais, o primeiro pódio coletivo foi em 1954, na edição romana da competição, mesmo ano da primeira medalha de ouro mundial, de Massao Takemoto no solo. Ao todo, até a vitória do individual geral de Kohei Uchimura no Mundial de Londres, em 2009, foram 110 conquistas. Em Jogos Asiáticos, até a edição de Doha, em 2006, foram realizadas nove edições, nas quais os japoneses subiram ao pódio por 47 vezes, em doze delas como vitoriosos. Apesar dos resultados, nunca venceram uma prova coletiva.
A qualidade dos atletas japoneses continuou até o sucesso dos Jogos de Atenas, em 2004, com ginastas como Naoya Tsukahara, Hisashi Mizutori e Hiroyuki Tomita, que conquistaram nova vitória coletiva.